# Lijst van afleveringen van Roseanne
Dit is een lijst met afleveringen van de Amerikaanse televisieserie Roseanne. De serie telt 10 seizoenen. Een overzicht van alle afleveringen is hieronder te vinden.

## Seizoen 1
| Nr. | Titel aflevering                  | Uitzenddatum VS  |
| --- | --------------------------------- | ---------------- |
| 1   | Life and Stuff                    | 18 oktober 1988  |
| 2   | We're in the Money                | 25 oktober 1988  |
| 3   | D-I-V-O-R-C-E                     | 1 november 1988  |
| 4   | Language Lessons                  | 22 november 1988 |
| 5   | Radio Days                        | 29 november 1988 |
| 6   | Lovers Lanes                      | 6 december 1988  |
| 7   | The Memory Game                   | 13 december 1988 |
| 8   | Here's to Good Friends            | 20 december 1988 |
| 9   | Dan's Birthday Bash               | 3 januari 1989   |
| 10  | Saturday                          | 10 januari 1989  |
| 11  | Canoga Time                       | 17 januari 1989  |
| 12  | The Monday Thru Friday Show       | 24 januari 1989  |
| 13  | Bridge Over Troubled Sonny        | 31 januari 1989  |
| 14  | Father's Day                      | 7 februari 1989  |
| 15  | Nightmare on Oak Street           | 14 februari 1989 |
| 16  | Mall Story                        | 21 februari 1989 |
| 17  | Becky's Choice                    | 28 februari 1989 |
| 18  | The Slice of Life                 | 7 maart 1989     |
| 19  | Workin' Overtime                  | 14 maart 1989    |
| 20  | Toto, We're Not in Kansas Anymore | 28 maart 1989    |
| 21  | Death and Stuff                   | 11 april 1989    |
| 22  | Dear Mom and Dad                  | 18 april 1989    |
| 23  | Let's Call It Quits               | 2 mei 1989       |

## Seizoen 2
| Nr. | Titel aflevering                | Uitzenddatum VS   |
| --- | ------------------------------- | ----------------- |
| 1   | Inherit the Wind                | 12 september 1989 |
| 2   | Little Sister                   | 19 september 1989 |
| 3   | Guilt by Disassociation         | 26 september 1989 |
| 4   | Somebody Stole My Gal           | 3 oktober 1989    |
| 5   | House of Grown-Ups              | 10 oktober 1989   |
| 6   | Five of a Kind                  | 24 oktober 1989   |
| 7   | BOO!                            | 31 oktober 1989   |
| 8   | Sweet Dreams                    | 7 november 1989   |
| 9   | We Gather Together              | 21 november 1989  |
| 10  | Brain-Dead Poets Society        | 28 november 1989  |
| 11  | Lobocop                         | 5 december 1989   |
| 12  | No Talking                      | 12 december 1989  |
| 13  | Chicken Hearts - Chicken Hearts | 19 december 1989  |
| 14  | One for the Road                | 9 januari 1990    |
| 15  | An Officer and a Gentleman      | 23 januari 1990   |
| 16  | Born to be Wild                 | 30 januari 1990   |
| 17  | Hair                            | 6 februari 1990   |
| 18  | I'm Hungry                      | 13 februari 1990  |
| 19  | All of Me                       | 20 februari 1990  |
| 20  | To Tell the Truth               | 27 februari 1990  |
| 21  | Fender Bender                   | 20 maart 1990     |
| 22  | April Fool's Day                | 10 april 1990     |
| 23  | Fathers and Daughters           | 1 mei 1990        |
| 24  | Happy Birthday                  | 8 mei 1990        |

## Seizoen 3
| Nr. | Titel aflevering                     | Uitzenddatum VS   |
| --- | ------------------------------------ | ----------------- |
| 1   | The Test                             | 18 september 1990 |
| 2   | Friends and Relatives                | 25 september 1990 |
| 3   | Like a Virgin                        | 2 oktober 1990    |
| 4   | Like, a New Job                      | 9 oktober 1990    |
| 5   | Good-bye, Mr Right                   | 15 oktober 1990   |
| 6   | Becky, Beds and Boys                 | 23 oktober 1990   |
| 7   | Trick or Treat                       | 30 oktober 1990   |
| 8   | PMS, I Love You                      | 6 november 1990   |
| 9   | Bird Is the Word                     | 13 november 1990  |
| 10  | Dream Lover                          | 27 november 1990  |
| 11  | Do You Know Where Your Parents Are?  | 4 december 1990   |
| 12  | Confessions                          | 12 december 1990  |
| 13  | The Courtship of Eddie, Dan's Father | 8 januari 1991    |
| 14  | The Wedding                          | 15 januari 1991   |
| 15  | Becky Doesn't Live Here Anymore      | 22 januari 1991   |
| 16  | Home-Ec                              | 5 februari 1991   |
| 17  | Valentine's Day                      | 12 februari 1991  |
| 18  | Communicable Theater                 | 19 februari 1991  |
| 19  | Vegas Interruptus                    | 26 februari 1991  |
| 20  | Her Boyfriend's Back                 | 12 maart 1991     |
| 21  | Trouble with the Rubbles             | 26 maart 1991     |
| 22  | Second Time Around                   | 2 april 1991      |
| 23  | Dances with Darlene                  | 30 april 1991     |
| 24  | Scenes from a Barbecue               | 7 mei 1991        |
| 25  | The Pied Piper of Lanford            | 14 mei 1991       |

## Seizoen 4
| Nr. | Titel aflevering             | Uitzenddatum VS   |
| --- | ---------------------------- | ----------------- |
| 1   | A Bitter Pill to Swallow     | 17 september 1991 |
| 2   | Take My Bike, Please!        | 24 september 1991 |
| 3   | Why Jackie Becomes a Trucker | 1 oktober 1991    |
| 4   | Darlene Fades to Black       | 8 oktober 1991    |
| 5   | Tolerate Thy Neighbor        | 15 oktober 1991   |
| 6   | Trick Me Up, Trick Me Down   | 29 oktober 1991   |
| 7   | Vegas                        | 5 november 1991   |
| 8   | Vegas, Vegas                 | 12 november 1991  |
| 9   | Stressed to Kill             | 19 november 1991  |
| 10  | Thanksgiving 1991            | 26 november 1991  |
| 11  | Kansas City, Here We Come    | 3 december 1991   |
| 12  | Santa Claus                  | 24 december 1991  |
| 13  | Bingo                        | 7 januari 1992    |
| 14  | The Bowling Show             | 21 januari 1992   |
| 15  | The Back Story               | 4 februari 1992   |
| 16  | Less Is More                 | 11 februari 1992  |
| 17  | Breakin' Up Is Hard to Do    | 18 februari 1992  |
| 18  | This Old House               | 25 februari 1992  |
| 19  | The Commercial Show          | 3 maart 1992      |
| 20  | Therapy                      | 17 maart 1992     |
| 21  | Lies                         | 24 maart 1992     |
| 22  | Deliverance                  | 31 maart 1992     |
| 23  | Secrets                      | 28 april 1992     |
| 24  | Don't Make Me Over           | 5 mei 1992        |
| 25  | Aliens                       | 12 mei 1992       |

## Seizoen 5
| Nr. | Titel aflevering                          | Uitzenddatum VS   |
| --- | ----------------------------------------- | ----------------- |
| 1   | Terms of Estrangement: Part 1             | 15 september 1992 |
| 2   | Terms of Estrangement: Part 2             | 22 september 1992 |
| 3   | The Dark Ages                             | 29 september 1992 |
| 4   | Mommy Nearest                             | 6 oktober 1992    |
| 5   | Pretty in Black                           | 13 oktober 1992   |
| 6   | Looking for Loans in All the Wrong Places | 20 oktober 1992   |
| 7   | Halloween IV                              | 27 oktober 1992   |
| 8   | Ladies' Choice                            | 10 november 1992  |
| 9   | Stand on Your Man                         | 17 november 1992  |
| 10  | Good Girls, Bad Girls                     | 24 november 1992  |
| 11  | Of Ice and Men                            | 1 december 1992   |
| 12  | It's No Place Like Home for the Holidays  | 15 december 1992  |
| 13  | Crime and Punishment                      | 5 januari 1993    |
| 14  | War and Peace                             | 12 januari 1993   |
| 15  | Lanford Daze                              | 26 januari 1993   |
| 16  | Wait till Your Father Gets Home           | 9 februari 1993   |
| 17  | First Cousin, Twice Removed               | 16 februari 1993  |
| 18  | Lose a Job, Winnebago                     | 23 februari 1993  |
| 19  | It's a Boy                                | 2 maart 1993      |
| 20  | It Was Twenty Years Ago Today             | 9 maart 1993      |
| 21  | Playing with Matches                      | 23 maart 1993     |
| 22  | Promises, Promises                        | 6 april 1993      |
| 23  | Glengarry, Glen Rosey                     | 4 mei 1993        |
| 24  | Tooth or Consequences                     | 11 mei 1993       |
| 25  | Daughters and Other Strangers             | 18 mei 1993       |

## Seizoen 6
| Nr. | Titel aflevering                 | Uitzenddatum VS   |
| --- | -------------------------------- | ----------------- |
| 1   | Two Down, One to Go              | 14 september 1993 |
| 2   | The Mommy's Curse                | 21 september 1993 |
| 3   | Party Politics                   | 28 september 1993 |
| 4   | A Stash from the Past            | 5 oktober 1993    |
| 5   | Be My Baby                       | 19 oktober 1993   |
| 6   | Halloween V                      | 26 oktober 1993   |
| 7   | Homeward Bound                   | 2 november 1993   |
| 8   | Guilt by Imagination             | 9 november 1993   |
| 9   | Homecoming                       | 16 november 1993  |
| 10  | Thanksgiving 1993                | 23 november 1993  |
| 11  | The Driver's Seat                | 30 november 1993  |
| 12  | White Trash Christmas            | 14 december 1993  |
| 13  | Suck Up or Shut Up               | 4 januari 1994    |
| 14  | Busted                           | 11 januari 1994   |
| 15  | David vs. Goliath                | 1 februari 1994   |
| 16  | Everyone Comes to Jackie's       | 8 februari 1994   |
| 17  | Don't Make Room for Daddy        | 15 februari 1994  |
| 18  | Don't Ask, Don't Tell            | 1 maart 1994      |
| 19  | Labor Day                        | 8 maart 1994      |
| 20  | Past Imperfect                   | 22 maart 1994     |
| 21  | Lies My Father Told Me           | 29 maart 1994     |
| 22  | I Pray the Lord My Stove to Keep | 3 mei 1994        |
| 23  | Body by Jake                     | 10 mei 1994       |
| 24  | Isn't It Romantic?               | 17 mei 1994       |
| 25  | Altar Egos                       | 24 mei 1994       |

## Seizoen 7
| Nr. | Titel aflevering                   | Uitzenddatum VS   |
| --- | ---------------------------------- | ----------------- |
| 1   | Nine Is Enough                     | 21 september 1994 |
| 2   | Two for One                        | 28 september 1994 |
| 3   | Snoop Davey Dave                   | 5 oktober 1994    |
| 4   | Girl Talk                          | 12 oktober 1994   |
| 5   | Sleeper                            | 19 oktober 1994   |
| 6   | Skeleton in the Closet             | 26 oktober 1994   |
| 7   | Follow the Son                     | 2 november 1994   |
| 8   | Punch and Jimmy                    | 9 november 1994   |
| 9   | White Men Can't Kiss               | 16 november 1994  |
| 10  | Thanksgiving 1994                  | 23 november 1994  |
| 11  | Maybe Baby                         | 30 november 1994  |
| 12  | The Parenting Trap                 | 14 december 1994  |
| 13  | Rear Window                        | 4 januari 1995    |
| 14  | My Name Is Bev                     | 11 januari 1995   |
| 15  | Bed and Bored                      | 1 februari 1995   |
| 16  | Sisters                            | 8 februari 1995   |
| 17  | Lost Youth                         | 15 februari 1995  |
| 18  | Single Married Female              | 22 februari 1995  |
| 19  | All About Rosey: Part 1            | 1 maart 1995      |
| 20  | All About Rosey: Part 2            | 1 maart 1995      |
| 21  | Husbands and Wives                 | 22 maart 1995     |
| 22  | Happy Trailers                     | 29 maart 1995     |
| 23  | The Blaming of the Shrew           | 3 mei 1995        |
| 24  | The Birds and the Frozen Bees      | 10 mei 1995       |
| 25  | Couch Potatoes                     | 17 mei 1995       |
| 26  | Sherwood Schwartz—A Loving Tribute | 24 mei 1995       |

## Seizoen 8
| Nr. | Titel aflevering                      | Uitzenddatum VS   |
| --- | ------------------------------------- | ----------------- |
| 1   | Shower the People You Love with Stuff | 19 september 1995 |
| 2   | Let Them Eat Junk                     | 26 september 1995 |
| 3   | Roseanne in the Hood                  | 17 oktober 1995   |
| 4   | The Last Date                         | 24 oktober 1995   |
| 5   | Halloween - The Final Chapter         | 31 oktober 1995   |
| 6   | The Fifties Show                      | 7 november 1995   |
| 7   | The Getaway, Almost                   | 14 november 1995  |
| 8   | The Last Thursday in November         | 21 november 1995  |
| 9   | Of Mice and Dan                       | 28 november 1995  |
| 10  | Direct to Video                       | 5 december 1995   |
| 11  | December Bride                        | 12 december 1995  |
| 12  | The Thrilla near the Vanilla Extract  | 2 januari 1996    |
| 13  | White Sheep of the Family             | 9 januari 1996    |
| 14  | Becky Howser, M.D.                    | 16 januari 1996   |
| 15  | Out of the Past                       | 6 februari 1996   |
| 16  | Construction Junction                 | 13 februari 1996  |
| 17  | We're Going to Disney World           | 20 februari 1996  |
| 18  | Disney World War II                   | 27 februari 1996  |
| 19  | Springtime for David                  | 12 maart 1996     |
| 20  | Another Mouth to Shut Up              | 26 maart 1996     |
| 21  | Morning Becomes Obnoxious             | 9 april 1996      |
| 22  | Ballroom Blitz                        | 30 april 1996     |
| 23  | The Wedding                           | 7 mei 1996        |
| 24  | Heart & Soul                          | 14 mei 1996       |
| 25  | Fights & Stuff                        | 21 mei 1996       |

## Seizoen 9
| Nr. | Titel aflevering             | Uitzenddatum VS   |
| --- | ---------------------------- | ----------------- |
| 1   | Call Waiting                 | 17 september 1996 |
| 2   | Millions from Heaven         | 24 september 1996 |
| 3   | What a Day for a Daydream    | 1 oktober 1996    |
| 4   | Honor Thy Mother             | 8 oktober 1996    |
| 5   | Someday My Prince Will Come  | 15 oktober 1996   |
| 6   | Pampered to a Pulp           | 22 oktober 1996   |
| 7   | Satan, Darling               | 29 oktober 1996   |
| 8   | Hoi Polloi Meets Hoiti Toiti | 12 november 1996  |
| 9   | Roseambo                     | 19 november 1996  |
| 10  | Home Is Where the Afghan Is  | 26 november 1996  |
| 11  | Mothers and Other Strangers  | 3 december 1996   |
| 12  | Home for the Holidays        | 17 december 1996  |
| 13  | Say It Ain't So              | 7 januari 1997    |
| 14  | Hit the Road Jack            | 14 januari 1997   |
| 15  | The War Room                 | 28 januari 1997   |
| 16  | Lanford's Elite              | 4 februari 1997   |
| 17  | Some Enchanted Merger        | 11 februari 1997  |
| 18  | A Second Chance              | 18 februari 1997  |
| 19  | The Miracle                  | 25 februari 1997  |
| 20  | Roseanne-Feld                | 14 maart 1997     |
| 21  | The Truth Be Told            | 18 maart 1997     |
| 22  | Arsenic and Old Mom          | 13 mei 1997       |
| 23  | Into That Good Night: Part 1 | 20 mei 1997       |
| 24  | Into That Good Night: Part 2 | 20 mei 1997       |

## Seizoen 10
| Nr. | Titel aflevering         | Uitzenddatum VS |
| --- | ------------------------ | --------------- |
| 1   | Twenty Years to Life     | 27 maart 2018   |
| 2   | Dress to Impress         | 27 maart 2018   |
| 3   | Roseanne Gets the Chair  | 3 april 2018    |
| 4   | Eggs Over, Not Easy      | 10 april 2018   |
| 5   | Darlene v. David         | 17 april 2018   |
| 6   | No Country for Old Women | 1 mei 2018      |
| 7   | Go Cubs                  | 8 mei 2018      |
| 8   | Netflix & Pill           | 15 mei 2018     |
| 9   | Knee Deep                | 22 mei 2018     |